# Ключ 105
| 癶                     | 癶                | 癶                |
| ---------------------- | ----------------- | ----------------- |
| 104                    | 105               | 106               |
| Піньінь:               | bō                | bō                |
| Чжуїнь:                | ㄅㄛ              | ㄅㄛ              |
| Вейд-Джайлз:           | po1               | po1               |
| Ютпхін:                | but6              | but6              |
| Он:                    | ハツ hatsu        | ハツ hatsu        |
| Кун:                   |                   |                   |
| Кандзі:                | 発頭 hatsugashira | 発頭 hatsugashira |
| Хун:                   | 걸을 georeul      | 걸을 georeul      |
| Им:                    | 발 bal            | 발 bal            |
| Індекс у Вікісловнику: | 癶                | 癶                |

Ключ 105 — ієрогліфічний ключ, що означає крок або намет з крапкою і є одним із 23 (загалом існує 214) ключів Кансі, що складаються з п'яти рисок.
У Словнику Кансі 15 символів із 40 030 використовують цей ключ.

## Символи, що використовують ключ 105

Як писати ієрогліф.

| без додаткових | 癶       |
| 3 додаткові    | 癷       |
| 4 додаткові    | 癸 癹 発 |
| 7 додаткових   | 登 發    |